# Uncaria barbata
Uncaria barbata är en måreväxtart som beskrevs av Elmer Drew Merrill. Uncaria barbata ingår i släktet Uncaria och familjen måreväxter. Inga underarter finns listade i Catalogue of Life.